# Sarah Knox Taylor

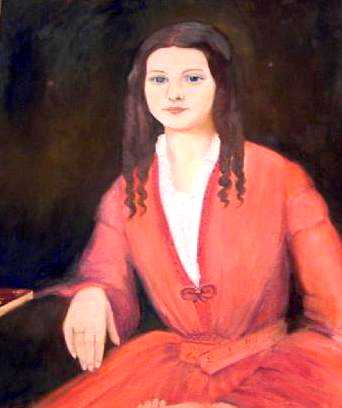
Sarah Knox Taylor

Sarah Knox Taylor (* 6. März 1814 in Vincennes, Indiana; † 15. September 1835 in St. Francisville, Louisiana) war die Tochter von General Zachary Taylor, dem späteren Präsidenten der Vereinigten Staaten, und Margaret Taylor und mit Jefferson Davis, dem späteren Präsidenten der Konföderierten Staaten von Amerika, verheiratet.
Während sie in Prairie du Chien in Wisconsin lebte, wo ihr Vater der Kommandant von Fort Crawford war und im Black-Hawk-Krieg kämpfte, traf Sarah den zweiten Kommandanten ihres Vaters Jefferson Davis und verliebte sich in ihn. Davis hatte kurz zuvor die United States Military Academy absolviert und war zu diesem Zeitpunkt Leutnant.
Taylor bewunderte Davis für seine Fähigkeiten als Soldat, war aber gegen eine romantische Beziehung zwischen den beiden. Er und seine Frau, deren ältere Tochter den Militärarzt Robert C. Wood geheiratet hatte und mit drei kleinen Kindern in einem verlassenen Außenposten lebten, waren der Meinung, dass ein Leben an der Front zu hart für Sarah wäre.
Auf Wunsch von Taylor verließ Davis die Armee und heiratete Sarah Knox Taylor am 17. Juni 1835 im Haus ihrer Tante, in der Nähe von Louisville, Kentucky. Die beiden Jungvermählten erkrankten an Malaria, und Sarah starb drei Monate später in Louisiana im Haus seiner Schwester.
Davis war durch den Tod seiner jungen Frau am Boden zerstört, genauso wie ihre Eltern. Ihr Tod verursachte einen jahrelangen Bruch zwischen Davis und den beiden. 1845 kam es schließlich wieder zu einer Annäherung, durch ein zufälliges Treffen zwischen Davis und Taylor auf einem Mississippidampfer. Um sich von seiner eigenen Krankheit und dem Verlust seiner Frau zu erholen, segelte Davis nach Havanna und dann nach New York. Im Jahr 1836 zog er sich auf die Brierfield Plantage in Warren County, Mississippi, zurück.
Davis heiratete im Jahr 1845 erneut und diente unter Taylor im Mexikanisch-Amerikanischen Krieg mit Auszeichnung in der Schlacht von Buena Vista. Später wurde er Senator von Mississippi, Secretary of War, und schließlich 1861 Präsident der Konföderierten Staaten von Amerika.